# Stanley Hayer
Stanley Hayer (Edmonton, Canadá, 19 de julio de 1973) es un deportista canadiense que compitió en esquí, en las modalidades de esquí alpino y acrobático (entre los años 2002 y 2007 compitió bajo la bandera de la República Checa).
Ganó una medalla de plata en el Campeonato Mundial de Esquí Acrobático de 2007, en la prueba de campo a través. Adicionalmente, consiguió dos medallas en los X Games de Invierno.

## Medallero internacional
| Representando a la República Checa |                               |                  |                |
| Campeonato Mundial                 |                               |                  |                |
| Año                                | Lugar                         | Medalla          | Prueba         |
| 2007                               | Madonna di Campiglio (Italia) | Medalla de plata | Campo a través |

| Representando a Canadá |                        |                  |                |
| X Games de Invierno    |                        |                  |                |
| Año                    | Lugar                  | Medalla          | Prueba         |
| 2008                   | Aspen (Estados Unidos) | Medalla de plata | Campo a través |
| 2009                   | Aspen (Estados Unidos) | Medalla de oro   | Campo a través |